# Баргас, Анхель
А́нхель У́го Ба́ргас (исп. Ángel Hugo Bargas; род. 29 октября 1946, Буэнос-Айрес, Аргентина) — аргентинский футболист, выступавший на позиции защитника.

## Клубная карьера
Анхель Бархас начинал свою профессиональную футбольную карьеру в 1965 году в аргентинском клубе «Расинг». Через год он перебрался в команду «Чакарита Хуниорс», с которой он выиграл первый и единственный в её истории чемпионский титул в 1969 году. В 1972 году Бархас перебрался во французский «Нант», в составе которого он выиграл 2 чемпионата Франции.

## Международная карьера
Анхель Бархас попал в состав сборной Аргентины на Чемпионате мира 1974 года. Из 6-и матчей Аргентины на турнире Бархас появлялся в 3-х. Он выходил в стартовом составе в матче первого группового этапа против сборной Польши и второго группового этапа против Бразилии и ГДР. В игре с Польшей на первом этапе Баргас на 67-й минуте был заменён на полузащитника Роберто Тельча.

## Достижения
«Чакарита Хуниорс»
- Чемпионат Аргентины: Метрополитано 1969 (чемпион)

«Нант»
- Чемпионат Франции (2): 1972/73 (чемпион), 1976/77 (чемпион)